# 경북관광비즈니스고등학교
경북관광비즈니스고등학교(慶北觀光비즈니스高等學校)는 대한민국 경상북도 울진군 평해읍 평해리에 있는 공립 고등학교이다.

## 학교 연혁
- 1972년 12월 26일 : 평해여자중학교 설립인가 (6학급)
- 1973년 3월 26일 : 개교식 거행
- 1975년 11월 14일 : 평해여자고등학교 설립인가 (6학급)
- 1977년 9월 26일 : 평해여자종합고등학교로 학칙 변경 (인문과 3학급, 상업과 6학급)
- 1993년 3월 1일 : 평해여자상업고등학교로 학칙 변경 (상업과 9학급)
- 1999년 9월 23일 : 학칙변경 (2000학년부터 교명 평해여자정보고등학교. 학과 경영정보과, 사무자동화과, 정보처리과로 개편)
- 2008년 3월 1일 : 평해정보고등학교로 학칙 변경 (인터넷정보통신과 , 정보처리과로 학과 개편)
- 2015년 3월 2일 : 학과개편(유통정보학과 1학급, 금융회계학과 1학급)
- 2022년 9월 1일 : 제25대 김필재 교장 취임
- 2024년 1월 5일 : 졸업식(중학교 제75회)
- 2024년 1월 5일 : 졸업식(고등학교 제46회)
- 2024년 3월 1일 : 경북관광비즈니스고등학교로 교명 변경
- 2024년 3월 4일 : 2024학년도 입학식(고등학교 26명)

2024년 3월4일 황승찬입학
2024년 3월4일 이한빈입학
경북관광비즈니스고등학교를 빛낼 학생입니다
경북관광비즈니스고등학교 많은 관심부탁드립니다
- 유통정보과
- 서비스경영과

## 참고 자료
- 경북관광비즈니스고등학교 - 한국교육학술정보원 학교알리미